# Arnamagnæan Codex
Arnamagnæan Codex (danés: Den Arnamagnæanske Håndskriftsamling; islandés: Handritasafn Árna Magnússonar) o Colección Arne Magnusson es una colección de manuscritos medievales cuyo nombre deriva del investigador y anticuario Árni Magnússon (1663–1730) —Arnas Magnæus en su forma en latín— quien al margen de sus obligaciones como secretario de los archivos reales y profesor de antigüedades danesas en la Universidad de Copenhague, destinó gran parte de su vida recopilando y aumentando una colección de manuscritos que hoy llevan su nombre. Gran parte de esos manuscritos proceden de la tierra natal de Árni Islandia, pero otros también de gran importancia proceden de Noruega, Dinamarca y Suecia, así como un buen número de otros documentos de procedencia continental. 
Árni murió en 1730 y cedió su colección a la Universidad de Copenhague, desde entonces formó parte de la biblioteca universitaria. Con los años la colección fue aumentando con compras y aportaciones individuales, obsequios y adquisiciones de colecciones menores, entre ellas la colección del filólogo Rasmus Rask, llegando a una cifra de unos tres mil documentos. En 1956 se fundó el Instituto Arnamagnæan (Det Arnamagnæanske Institut, actualmente Den Arnamagnæanske Samling) para proteger y estudiar los manuscritos de la colección.

## Islandia
Incluso antes de la independencia de Islandia en 1944, cuando se separó de Dinamarca como nación, los islandeses ya habían iniciado los trámites para solicitar la devolución de los manuscritos. Tras acalorados debates, el Parlamento danés decidió en mayo de 1965 que los documentos de Arnamagnæan Codex deberían considerarse «propiedad cultural islandesa» (islandsk kultureje) —entendiéndose como un trabajo compuesto o traducido por un islandés y cuyo contenido, total o parcial, tuviese relación con Islandia— y serían transferidos a la nueva institución, el Instituto de manuscritos islandeses (hoy Instituto Árni Magnússon), parte de la Universidad de Islandia. Más tarde, la Biblioteca Real de Dinamarca (Det kongelige Bibliotek) transfirió otros documentos de la misma categoría que la colección islandesa, y una cláusula especial sobre el traslado de dos manuscritos muy concretos, el Codex Regius de la Edda poética y el códice Flateyjarbók, ambos emplazados en la biblioteca real y que no habían sido declarados islandsk kultureje bajo los términos del tratado y que fueron entregados a Islandia en una ceremonia tras la firma de los nuevos términos del mismo en 1971. La primera consigna de documentos fue entregada de Copenhague a Reikiavik en junio de 1973 y las dos últimas en junio de 1997. Fueron un total de 1,666 manuscritos, cartas y apógrafos, que se sumaron a los originales 141 de la biblioteca real. De los manuscritos que permanecen en Copenhague, la mitad son islandeses pero no contienen información directamente relacionada sobre el país, sino historias sobre los reyes de Noruega y de Dinamarca, textos religiosos o traducciones del latín u otras lenguas. 
En 2009 el Arnamagnæan Codex se sumó al Programa Memoria del Mundo de la UNESCO como reconocimiento de su valor histórico.